# カール・クロスコフスキー
カール・クロスコフスキー（Karl Kloskowski, 1917年2月9日 - 1945年4月23日）は、ドイツの軍人。第二次世界大戦中、武装親衛隊の隊員として戦った。最終階級は親衛隊大尉。柏葉付騎士鉄十字章受章者。

## 経歴
1936年、親衛隊(SS)に入隊し、ゲルマニア連隊（ダスライヒ師団の前身）に配属される。1943年1月1日、SS大尉に昇進すると共に第2SS装甲連隊第4中隊長となる。
1943年7月11日、東部戦線にて戦略上重要な橋を破壊しようとしているロシア部隊を発見してこれを撃破、橋の破壊を防いだという戦功から騎士鉄十字章を受章。1943年7月、第7中隊長としてT-34戦車15両による攻撃に応戦した。クロスコフスキーはこの戦いにて負傷したが、その勇敢さを称えられ騎士鉄十字章に柏葉が付された。
1943年1月以降、ダスライヒ戦闘団(Kampfgruppe Das Reich)の中隊長を務める。1945年、ヴェストファーレンSS旅団に再配置されたが、ハルツ山地付近でアメリカ軍の捕虜となり、その後に違法に処刑された。いくつかの情報源によると、クロスコフスキーの処刑は米第3機甲師団長モーリス・ローズ将軍が第507重戦車大隊との戦闘の中で殺害された事への報復の一環であったという。